# Bank of the West Classic 2006
Bank of the West Classic 2006 — жіночий тенісний турнір, що проходив на відкритих кортах з твердим покриттям Taube Tennis Center у Стенфорді (США). Належав до турнірів 2-ї категорії в рамках Туру WTA 2006. Тривав з 24 до 30 липня 2006 року.

## Фінальна частина

### Одиночний розряд
Кім Клейстерс —  Патті Шнідер, 6–4, 6–2
- Для Клейстерс це був 2-й титул за сезон, і 32-й - за кар'єру.

### Парний розряд
Анна-Лена Гренефельд /  Шахар Пеєр —  Марія Елена Камерін /  Хісела Дулко, 6–1, 6–4